# خانه طلایی (مجموعه تلویزیونی)
خانه طلایی (انگلیسی: Golden House; کره‌ای: 위기일발 풍년빌라) یک مجموعه تلویزیونی مخصول کره جنوبی سال ۲۰۱۰ با بازی و شین ها کیون، لی بو یونگ و بک یون شیک است. این مجموعه از ۵ مارس تا ۲۷ مه ۲۰۱۰، روزهای جمعه ساعت ۲۳:۰۰ (کی‌اس‌تی) از تی‌وی‌ان برای ۲۰ قسمت پخش شد.

## بازیگران
- شین ها کیون در نقش اوه بوک گیو
- لی بو یونگ در نقش یون سو رین
- بک یون شیک در نقش پارک ته چون
- کیم چانگ وان در نقش گیم سانگ چول
- جو می ریونگ در نقش خانم هونگ
- گو سو هی در نقش کیم چو جا
- مون هی-کیونگ در نقش نو مه جا
- کانگ بیول در نقش پارک سونگ یی
- جونگ کیونگ هو در نقش سانگ گون
- پارک هیو جون در نقش‌ها گون
- چوی جو بونگ در نقش کیم پیل چونگ
- پارک هه جین در نقش لی سون یی
- کوان بیونگ گیل در نقش چوی سونگ شیک
- جون سه هونگ در نقش یورا
- جونگ ته وون در نقش هان جون
- لی جو شیل
- لی هی جونگ
- یون بیونگ هی
- گری